# Huashan Bandao
Huashan Bandao (chinesisch 花山半島) ist eine Landspitze von King George Island im Archipel der Südlichen Shetlandinseln. Sie bildet einen nordwestlichen Ausläufer der Fildes-Halbinsel. Auf ihr befindet sich ein 31 m hoher Hügel, der als Kontrollpunkt zur Erstellung von Luftaufnahmen dient.
Chinesische Wissenschaftler benannten die Landspitze 1987 im Zuge von Vermessungsarbeiten. Der weitere Benennungshintergrund ist nicht überliefert.